# Samuel Schwarz
Samuel Schwarz (12. února 1880 – 10. června 1953), nebo Samuel Szwarc byl polsko-portugalský židovský důlní inženýr, archeolog a historik židovské diaspory, konkrétně sefardských a krypto-židovských komunit v Portugalsku a Španělsku. Je známý znovuobjevením Židů z Belmonte v Portugalsku a restaurováním synagogy v Tomaru.

## Život
Samuel Szwarc se narodil jako první z několika dalších synů. Jeho nejmladším bratrem byl polsko-francouzský malíř a sochař Marek Szwarc. Jejich otec Isucher Moshe Szwarc (1859–1939) byl ortodoxní Žid silně zapojený do místní židovské komunity a hnutí Haskala. Ve Zgierzu byl Isucher známý svou bibliofilií a vlastnil rozsáhlou knihovnu. Byl také horlivým sionistou, účastnil se prvního sionistického kongresu a následujících kongresů.
Samuel v mládí studoval v chederu a židovské střední škole. Jeho otec uvažoval o vyslání Samuela do rabínského semináře v Berlíně, ale nakonec ho v roce 1896, když mu bylo 16 let, poslal na studia do Paříže. Od roku 1896 do roku 1897 Samuel studoval na École nationale des arts décoratifs, nakonec v roce 1898 přešel na École nationale supérieure des mines de Paris.
Školu absolvoval v roce 1904. Do roku 1914 pak pracoval jako důlní inženýr v celé Evropě a Africe, včetně ropných polí Baku v Ázerbájdžánu; uhelných dolech v Sosnowci, Polsku a Anglii; v cínových dolech těžařské společnosti Arnoya v provinciích Ourense a Pontevedra ve Španělsku v letech 1907 až 1910 a znovu v roce 1912; a ve zlatém dole společnosti Monte Rosa Gold Mining Company v Alagna Valsesia v Itálii v roce 1911. Schwarz byl pozoruhodný polyglot, mluvil rusky, polsky, německy, anglicky, francouzsky, italsky, španělsky, portugalsky, hebrejsky a jidiš, což mu pomáhalo při častých pracovních cestách.
V roce 1913 se Samuel s otcem zúčastnil 11. světového sionistického kongresu ve Vídni. Tam se setkal s Agátou Barbaschovou, dcerou ruského bankéře a militantního sionisty Samuela Barbasche. Vzali se v dubnu 1914 v Oděse a prožili líbánky po celé Evropě. Když vypukla první světová válka, která znemožnila práci v západní Evropě, rozhodli se přestěhovat do Lisabonu v Portugalsku, protože během působení ve Španělsku slyšel Samuel o této zemi pozitivní zprávy. Do Portugalska dorazili v roce 1915 a Samuel začal pracovat ve wolframových a cínových dolech Vilar Formoso a Belmonte. Rychle se zapojil do lisabonské židovské komunity. Samuel byl také raným dokumentaristou ve své nové zemi, fotografoval a natáčel důležité události a místa po celém Portugalsku.
Dne 14. února 1915 porodila Agatha v Lisabonu jejich jediné dítě, dceru Claru.

### Studium židovské historie na Pyrenejském poloostrově
Poprvé se Schwarz začal zajímat o židovskou historii, když pracoval na španělském ostrově Mallorca. Dozvěděl se o tzv. xuetas (šp. chuetas), potomcích mallorských Židů, kteří byli nuceni přestoupit ke křesťanství. Stali se tzv. conversos, ale někteří dál tajně praktikovali židovskou víru (marranos). V letech 1907 až 1910 o marranos publikoval články v časopise Královské galicijské akademie, jejímž byl členem, a v časopise España-Nueva. V téže době publikoval obdobné články ve francouzštině.
V roce 1917 zavedla Schwarze jeho práce i zájem o kryptojudaismus do Belmonte v Portugalsku. Tam objevil stély nesoucí čitelné hebrejské nápisy, o nichž soudil, že náležely k někdejší synagoze. V Belmonte také potkal Baltasara Pereira de Sousa, zřejmě poté, co před ním byl někým varován: „Stačí, když vám řeknu, že je to Žid.“ To jeho zájem jen zvýšilo. Rozhodl se Sousu navštívit a ten přiznal, že jeho rodina i sousedé po generace tajně praktikují judaismus.
Sousa Schwarze uvedl do místní komunity marranos. Její členové byli kvůli své víře praktikované v utajení nejprve podezřívaví, ale Schwarz si získal jejich důvěru modlitbou Šema Jisra'el a zmíněním Božího jména. V následujících letech Schwarz do místní židovské komunity pronikl hlouběji, studoval a dokumentoval její specifické sociální a náboženské zvyky a přepisoval její modlitby. V roce 1923 zahájil svou druhou profesní kariéru archeologa, etnografa a historika, když publikoval práci "Inscrições hebraicas em Portugal" ("Hebrejské nápisy v Portugalsku") v časopise Arqueologia e História ("Archaeologie a historie").
Jeho výzkum v Belmonte a okolí vedl v roce 1925 k vydání knihy Os cristãos novos em Portugal no século XX (Noví křesťané v Portugalsku ve 20. století), což je pravděpodobně první práce o marranos v severním Portugalsku. Komunitě se tak dostalo celosvětové pozornosti. Později byla kniha znovu publikována v portugalštině, ale také v hebrejštině a francouzštině. Schwarz publikoval na toto téma další články v anglických, španělských, francouzských, polských a italských časopisech a novinách. Jeho výzkumy tak vedly k renesanci židovství v Portugalsku.

### Synagoga v Tomaru a druhá světová válka
Dne 5. května 1923 Schwarz koupil malou budovu v Tomaru, v níž portugalští archeologové v roce 1920 objevili synagogu, pocházející ještě z dob před vyhnáním Židů na konci 15. století. Ujal se archeologických vykopávek a rekonstrukčních prací. Dne 27. července 1939 věnoval budovu portugalské vládě pod podmínkou, že v ní bude zřízeno židovské muzeum. Výměnou získal pro sebe, svou ženu a dceru portugalské občanství, které je ochránilo před holokaustem. Od roku 1939 je zde zřízeno Portugalské židovské muzeum Abrahama Zacuta.
Ačkoli Schwarzova nejužší rodina byla v Portugalsku v bezpečí, ztratila za války příbuzné jak ze strany Schwarze, tak jeho ženy. Samuelův otec, kterému tehdy bylo přes 80 let, byl zabit v roce 1939, když antisemité zapálili jeho dům a knihovnu v Zgierzu. Jeden ze Samuelových sourozenců a další příbuzný zahynuli ve vyhlazovacím táboře. Samuel se neúspěšně snažil, aby mohli jeho příbuzní žít v Portugalsku. Portugalská vláda to však odmítla, ačkoli v červnu 1940 projížděli přes Lisabon do Londýna. Po válce se přeživší příbuzní usídlili na různých místech, včetně Izraele.
Ve 30. až 50. letech publikoval Schwarz řadu prací o židovství v Portugalsku, nepřestal se ale zabývat ani důlním inženýrstvím. Později trpěl špatným zdravím, které mu zabránilo ještě navštívit příbuzné, kteří přežili válku. Zemřel v Lisabonu ve věku 73 let, krátce po smrti své ženy.
Po jeho smrti portugalská vláda koupila Schwarzovu knihovnu, jejíž součástí je 32 inkunábulí a 10 000 dalších vzácných knih. Desítky let byla uskladněná v archivu ministerstva financí, v současnosti je v knihovně na Nové univerzitě v Lisabonu.
V roce 2019 město Belmonte pojmenovalo na počest Samuela Schwarze jedno ze svých náměstí.